# Antoni Zajkowski
Antoni Zajkowski (n. 5 august 1948, Maleczewo⁠(d), Ełk County⁠(d), Warmia și Mazuria, Polonia) este un judocan ce a reprezentat Polonia, medaliat olimpic. A participat la o ediție a Jocurilor Olimpice (1972) în care a câștigat o medalie de argint.

## Participări
Lista de mai jos prezintă principalele competiții la care a participat Antoni Zajkowski de-a lungul carierei.
- judo at the 1972 Summer Olympics – men's 70 kg[*]